# ديراجنيا
ديرازهنيا (Деражня) هي مدينة في مقاطعة كميلنيتسكا في أوكرانيا.
يبلغ عدد سكانها حوالي 10067 نسمة.